# Пепельник цельнолистный
Пепельник цельнолистный (лат. Tephroseris integrifolia) — многолетнее или двулетнее травянистое растение; вид рода Пепельник семейства Астровых, встречающийся также под устаревшим названием Крестовник полевой (Senecio campestris) и некоторыми другими синонимами.

## Название
Научное родовое название Tephroseris образовано от др.-греч. τέφρα («тефра» — пепел, зола) и др.-греч. σηρικός («серикос» — шелковый, сделанный из шелка) и дано по беловойлочному (серовато-шелковистому) опушению листьев и стеблей.
Научное видовое название integrifolia образовано от лат. integer («интегер» — цельный, сплошной) и лат. folium («фолиум» — лист растения) и отражает цельную листовую пластинку, характерную для данного вида.
Русскоязычное название является смысловым переводом научного латинского.

## Ботаническое описание[2][8]
Многолетние, реже двулетние травы с войлочным опушением, высотой 10–50(75) см.
Корневище восходящее, укороченное с многочисленными тонкими придаточными корнями.
Стебли маловетвящиеся, прямостоячие, ребристые. В начале вегетации обильно паутинисто-клочковато опушенные, к концу вегетации опушение теряется.
Листья прикорневой розетки округлые или узко-, широко-, или просто яйцевидные, с несколько расширенными черешками, равными по длине или более короткими, чем листовая пластинка. Цельнокрайные или слабо выемчато-зубчатые, на верхушке тупые или коротко заостренные, 2–8 см длиной и 1–4 см шириной. С нижней стороны опушенные широкими короткими светлыми волосками, реже — голые. Верхние стеблевые листья очередные, ланцетные, ланцетно-линейные или линейные, сидячие, с заостренным кончиком. Опушенные аналогично стеблям.
Цветочные корзинки по 3–20 шт. формируют зонтиковидную метелку, редко корзинки одиночные. Обертка однорядная, 7–10 мм. в диаметре, полушаровидная, листочки зелёные, изредка с фиолетовым или буроватым пятном на верхушке. Цветки язычковые, окрашены от светло- до ярко-желтого, 8–13(18) мм длиной и 2–3,5 мм шириной. Цветение в условиях средней полосы России в апреле-июне.
Плоды — цилиндрические ребристые опушенные семянки 3–4 мм длиной, густо опушенные длинными волосками, редко голые. Имеется белый паппус 4–7 мм длиной. Созревание семянок в средней полосе России приходится на май-июль.
Хромосомное число 2n = 48.

## Распространение и экология[2][8]
Мировой ареал охватывает Европу, Кавказ, Урал, Казахстан, Дальний Восток, Монголию, Китай, Японию. В Средней полосе России часто встречается в чернозёмной полосе, также произрастает во всех районах западной и северной Сибири, в большинстве районов Восточной Сибири. Вид включен в Ботанический атлас растений Ленинградской области.
По условиям произрастания предпочитает заросли кустарников, на полянах, опушках, суходольных лугах, в степях. Встречается в смешанных, сосновых, лиственных лесах, тундрах. Произрастает на обнажениях известняка, песчаных увалах, каменистых склонах, замшелых подножиях скал.

## Классификация[9]

### Таксономия
Tephroseris integrifolia (L.) Holub, 1973, Folia Geobot. Phytotax. 8(2): 173
Вид Пепельник цельнолистный относится к роду Пепельник семейства Астровые (Asteraceae) порядка Астроцветные (Asterales). Кладограмма в соответствии с Системой APG IV по состоянию на июнь 2023 года
|  |                                      |  |                                   |                                   |                    |  | ещё 10 семейств | ещё 10 семейств |                         |  |                           |  | еще 48 подтвержденных видов и 9 таксонов, ожидающих подтверждения | еще 48 подтвержденных видов и 9 таксонов, ожидающих подтверждения |  |
|  |                                      |  |                                   |                                   |                    |  | ещё 10 семейств | ещё 10 семейств |                         |  |                           |  | еще 48 подтвержденных видов и 9 таксонов, ожидающих подтверждения | еще 48 подтвержденных видов и 9 таксонов, ожидающих подтверждения |  |
|  |                                      |  |                                   | порядок Астроцветные              |                    |  |                 |                 | род Пепельник           |  |                           |  |                                                                   |                                                                   |  |
|  |                                      |  |                                   | порядок Астроцветные              |                    |  |                 |                 | род Пепельник           |  | 15 внутривидовых таксонов |  |                                                                   |                                                                   |  |
|  | отдел Цветковые, или Покрытосеменные |  |                                   |                                   | семейство Астровые |  |                 |                 | Пепельник цельнолистный |  |                           |  |                                                                   |                                                                   |  |
|  | отдел Цветковые, или Покрытосеменные |  |                                   |                                   |                    |  |                 |                 |                         |  |                           |  |                                                                   |                                                                   |  |
|  |                                      |  | ещё 63 порядка цветковых растений | ещё 63 порядка цветковых растений |                    |  |                 | ещё 1804 рода   | ещё 1804 рода           |  |                           |  |                                                                   |                                                                   |  |
|  |                                      |  |                                   | ещё 63 порядка цветковых растений |                    |  |                 |                 | ещё 1804 рода           |  |                           |  |                                                                   |                                                                   |  |

### Внутривидовые таксоны
- Tephroseris integrifolia subsp. atropurpurea (Ledeb.) B.Nord.
- Tephroseris integrifolia subsp. aucheri (DC.)  B.Nord.
- Tephroseris integrifolia subsp. aurantiaca (Hoppe ex  Willd.) B.Nord.
- Tephroseris integrifolia subsp. capitata (Wahlenb.) B.Nord.
- Tephroseris integrifolia subsp. caucasigena (Schischk.) Greuter
- Tephroseris integrifolia subsp. igoschinae (Schischk.) Sennikov
- Tephroseris integrifolia subsp. integrifolia
- Tephroseris integrifolia subsp. jailicola (Juz.) Greuter
- Tephroseris integrifolia subsp. karsiana (Matthews) B.Nord.
- Tephroseris integrifolia subsp. maritima (Syme) B.Nord.
- Tephroseris integrifolia subsp. primulifolia (Cufod.) Greuter
- Tephroseris integrifolia subsp. serpentini (Gáyer) B.Nord.
- Tephroseris integrifolia subsp. tundricola (Tolm.) B.Nord.
- Tephroseris integrifolia subsp. vindelicorum Krach
- Tephroseris integrifolia var. spathulata (Miq.) H.Ohba

### Синонимы
- Cineraria alpina Huds.
- Cineraria campestris DC.
- Cineraria campestris subsp. alpina Nyman
- Cineraria campestris subsp. campestris
- Cineraria capitata Ledeb.
- Cineraria helenitis Georgi
- Cineraria integrifolia Vill. ex Steud.
- Cineraria integrifolia With.
- Cineraria pratensis var. pratensis
- Othonna integrifolia L.
- Senecio campestris var. campestris
- Senecio capitatus subsp. campestris (Retz.) P.Fourn.
- Senecio integrifolius Clairv.
- Senecio integrifolius f. integrifolius
- Senecio integrifolius subsp. campestris (Retz.) Briq. & Cavill.
- Senecio integrifolius subsp. integrifolius
- Senecio integrifolius var. integrifolius
- Senecio pratensis var. pratensis
- Tephroseris integrifolia var. integrifolia
- Saussurea pumilio Fisch. ex DC.
- Saussurea subsinuata Ledeb.
- Serratula frigida Fisch. ex Herder
- Staehelina alpina Schrank
- Theodorea alpina Kuntze